# Димитър Перниклийски
Димитър Христов Перниклийски е български офицер, генерал-майор от артилерията, командир на 6-а батарея от 1-ви артилерийски полк през Сръбско-българската война (1885), началник на артилерията в 1-ва отделна армия, след това е началник на артилерията на съединените 1-ва и 3-та армия през Балканската война (1912 – 1913), началник на строево-домакинското отделение в Артилерийската инспекция, началник на планинската артилерийска бригада през Междусъюзническата война (1913), началник на крепостно-обсадната артилерия, дунавските и морските укрепени пунктове, началник на 4-та дивизионна област, Шуменския укрепен пункт и началник на Тиловото управление на 3-та отделна армия през Първата световна война (1915 – 1918).

## Биография
Димитър Перниклийски е роден на 20 юли 1860 г. в Самоков. През 1881 г. завършва артилерийско военно училище в Русия, като на 8 септември е произведен в чин подпоручик и зачислен като младши офицер в 1-во артилерийско отделение, а по-късно във 2-ри артилерийски полк. На 30 август 1884 г. е произведен в чин поручик.

### Сръбско-българска война (1885)
През Сръбско-българската война (1885) е командир на 6-а батарея от 1-ви артилерийски полк и участва в Сливнишкото отбранително сражение (7 – 9 ноември) и Пиротското сражение (14 – 15 ноември).
След войната е командир на батарея в 1-ви артилерийски полк, след което служи в 4-ти артилерийски полк. На 30 август 1886 г. е произведен в чин капитан и служи в Софийския и Видинския крепостен батальон. През 1890 г. е произведен в чин майор. Служи в Софийската крепостна батарея. През 1894 г. е произведен в чин подполковник и е преведен във 2-ри артилерийски полк за командир на артилерийско отделение, след това е назначен за командир на Видинския крепостен батальон, а по-късно за командир на 5-и артилерийски полк. На 2 май 1904 г. е произведен в чин полковник и назначен за командир на 4-ти артилерийски полк.

### Балкански войни (1912 – 1913)
По време на Балканската война (1912 – 1913) е полковник Перниклийски е началник на артилерията в 1-ва армия, която се сражава в Тракия, след това е началник на артилерията на съединените 1-ва и 3-та армия. За участието си във войната е награден с орден „Свети Александър“ II степен. През Междусъюзническата война (1913) e началник на строево-домакинското отделение в Артилерийската инспекция, началник на планинската артилерийска бригада. През 1915 г. заема длъжността началник на артилерията в 1-ва военно-инспекционна област.

### Първа световна война (1915 – 1918)
В Първата световна война (1915 – 1918) полковник Перниклийски е началник на крепостно-обсадната артилерия, дунавските и морските укрепени пунктове, началник на 4-та дивизионна област и Шуменския укрепен пункт. На 30 май 1917 г. е произведен в чин генерал-майор, като от същата година до края на войната е началник на Тиловото управление на 3-та отделна армия. След войната, през 1918 г. преминава в запаса.
Генерал-майор Димитър Перниклийски умира на 26 април 1936 г. в София.

## Военни звания
- Подпоручик (8 септември 1881)
- Поручик (30 август 1884)
- Капитан (30 август 1886)
- Майор (1890)
- Подполковник (1894)
- Полковник (2 май 1902)
- Генерал-майор (30 май 1917)

## Награди
- Орден „За храброст“ IV степен, 2-ри клас
- Орден „Свети Александър“ III степен мечове по средата, IV и V степен без мечове
- Орден „За военна заслуга“ II и IV степен на военна лента
- Орден „За заслуга“ на обикновена лента